# Комисаровская волость
Комисаровская волость — административно-территориальная единица Верхнеднепровского уезда Екатеринославской губернии.
По состоянию на 1886 год состояла из единственного поселения, единственного сельского общества. Население 3899 человек (1945 мужского пола и 1954 женского), 893 дворовых хозяйства.
| Собственность  | Площадь (в т. ч. пахотной) |
| -------------- | -------------------------- |
| Сельских общин | 11 292 (6254)              |
| Казённая       | 5686 (1970)                |
| Другая         | 100 (21)                   |
| Всего          | 17 078 (8245)              |

Поселение волости:
- Комисаровка — село при реке Комисаровке в 45 верстах от уездного города, 3899 человек, 893 двора, православная церковь, еврейский молитвенный дом, 3 лавки, 3 ярмарки в год, базары по воскресеньям.